# Bemetara
Bemetara is een nagar panchayat (plaats) in het district Bemetara van de Indiase staat Chhattisgarh. 

## Demografie
Volgens de Indiase volkstelling van 2001 wonen er 23.227 mensen in Bemetara, waarvan 51% mannelijk en 49% vrouwelijk is. De plaats heeft een alfabetiseringsgraad van 67%. 